# HD 32263
HD 32263，又名BD+00 923，SAO 112334、HR 1618，是一颗恒星，视星等为5.92，位于銀經198.95，銀緯-23.81，其B1900.0坐标为赤經4h 56m 41.5s，赤緯+0° -23.81′ 37″。